# 1863
Cette page concerne l'année 1863 (MDCCCLXIII en chiffres romains) du calendrier grégorien.
L'année 1863 est une année commune qui commence un jeudi.

## Événements
- 9 février : Henri Dunant fonde en Suisse la Croix-Rouge internationale[1].

### Afrique
- Nuit du 17 au 18 janvier : mort du vice-roi d’Égypte Mohammad Sa'id Pacha[2]. Son successeur Ismaïl Pacha est confronté à deux problèmes majeurs, le financement du canal de Suez et la question des capitulations, dont les puissances abusent.
- 6 février : dans une lettre adressée au gouverneur général de l’Algérie française, Napoléon III exprime l’idée que le territoire algérien ne saurait être considéré comme une « colonie proprement dite », mais comme un « royaume arabe », affirmant que « Les indigènes ont un droit égal à ma protection et je suis aussi l’empereur des Arabes que l’empereur des Français »[3].
- 12 février : le royaume Fon de Porto-Novo, crée au XVIIe siècle se place sous la protection de la France (fin en 1868)[4]. Ce protectorat, accepté par le roi Sodji, est contesté par le Dahomey.
- Avril : début de la deuxième guerre anglo-ashanti. L’armée ashanti entre dans le protectorat britannique après que le gouverneur Richard Pine a refusé de livrer des esclaves en fuite (1863-1864)[5].

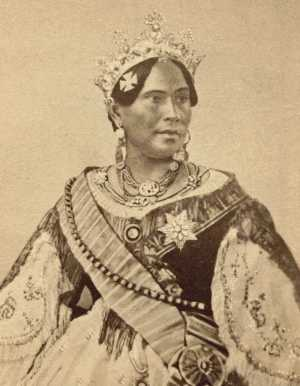
12 mai : Rasoherina.

- 14 avril : traité de Hué confirme le traité de Saigon du 5 juin précédent
- 12 mai : début du règne de Rasoherina, reine de Madagascar (fin en 1868)[6].
  - Le Premier ministre Raharo prend la tête d’une conspiration et proclame reine Rabodo, première femme du roi Radama II. Certains auteurs pensent que Radama est tué ce jour-là, d’autres estiment qu’il a pu s’échapper et se réfugier en pays sakalave où il serait mort quarante ans plus tard. Raharo épouse la reine Rabodo qui prend le nom de Rasoherina (la chrysalide). Le pouvoir exécutif, jusqu’alors prérogative du souverain, passe dans les mains du Premier ministre qui gouverne en dictateur[7].
  - Madagascar dénonce les concessions foncières aux Européens ainsi que les « traités inégaux » conclus par Radama II en 1862 et en novembre envoie une ambassade en Europe pour expliquer son bon droit. Les Britanniques acceptent de négocier, et un traité révisé est signé à Antananarivo le 27 juin 1865. La France refuse l’abrogation du traité de 1862 et de la Charte Lambert et rompt ses relations diplomatiques en septembre[6].
- 7 juillet : protectorat britannique sur Badagry[8].
- 19 août : convention commerciale franco-marocaine dite convention Béclard. La frontière algérienne est ouverte au commerce marocain (1865-1867)[9].

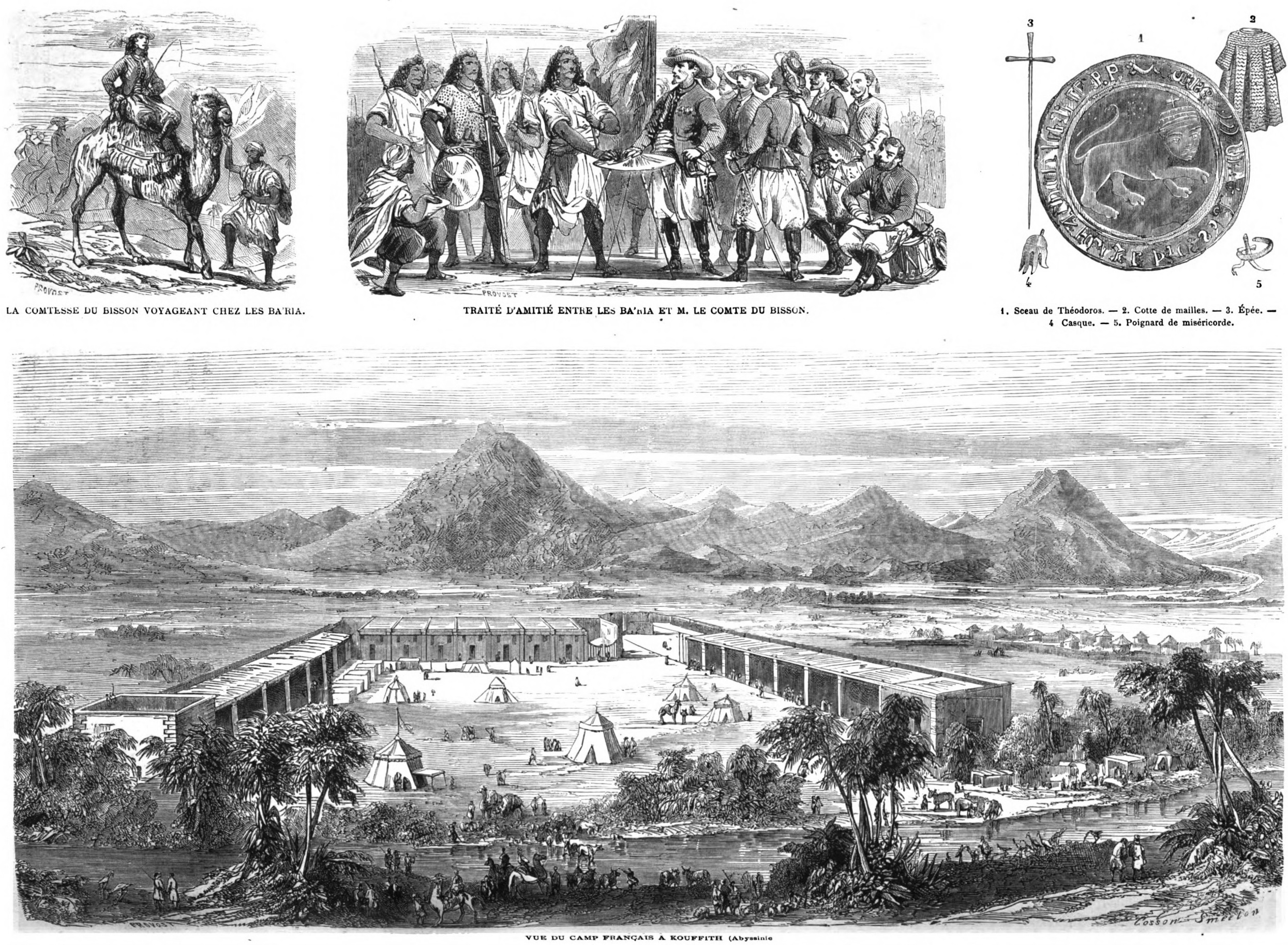
Expédition de Raoul du Bisson au Soudan et en Abyssinie. Gravures publiées dans L'Illustration du 30 septembre 1865.

- 8 octobre : départ du Caire d'une expédition vers le haut-Nil conduite par Raoul du Bisson[10].
- 12 octobre : départ de Saint-Louis de l’expédition de Eugène Mage et Louis Quintin à Kaarta et à Ségou (fin en 1866)[11].
- 29 décembre : déroute française face aux troupes du Damel du Cayor Lat Dior à la bataille de Ngolgol, au Sénégal[12].

### Amérique
- 9 février : ouverture de la convention de Rionegro, en Colombie, à l’issue de la guerre civile. Les libéraux se dotent d’une nouvelle Constitution, votée le 25 avril. Écrite par Tomás Cipriano de Mosquera, elle incline vers le fédéralisme et rompt avec le centralisme des conservateurs (période de la république de Nouvelle-Grenade)[13]. La Confédération Grenadine prend le nom d’États-Unis de Colombie (fin en 1886).
- 24 février : le président du Salvador Gerardo Barrios repousse une armée guatémaltèque qui a envahi le pays à Coatepeque[14]. C'est le début de la guerre de 1863 entre le Salvador et le Guatemala, qui durera jusqu'au 26 octobre de cette année-là.
- 16 mars, expédition du Mexique : les troupes françaises mettent le siège devant la ville mexicaine de Puebla[15].
- 29 avril : Gerardo Barrios, qui est entré au Nicaragua pour soutenir la révolte libérale, est battu à San Felipe, faubourg de León, par les forces du président Martinez[14].
- 30 avril : bataille de Camerone, fait d’armes de la Légion étrangère française[16].

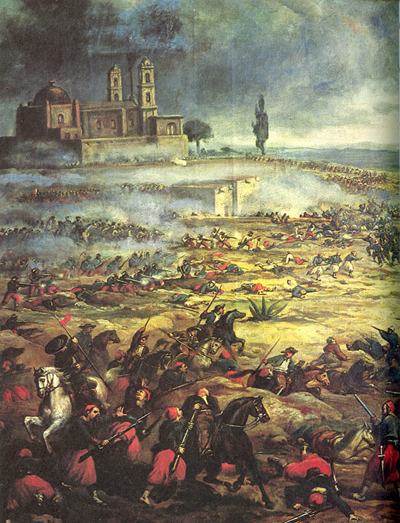
5 mai (Cinco de Mayo) : siège de Puebla.

- 5 mai : bataille de San Pablo del Monte[17].
- 8 mai : bataille de San Lorenzo[17].
- 17 mai : les forces mexicaines à Puebla se rendent aux troupes françaises[17], avec 26 généraux, 303 officiers supérieurs, 12 000 prisonniers et 50 canons[15].

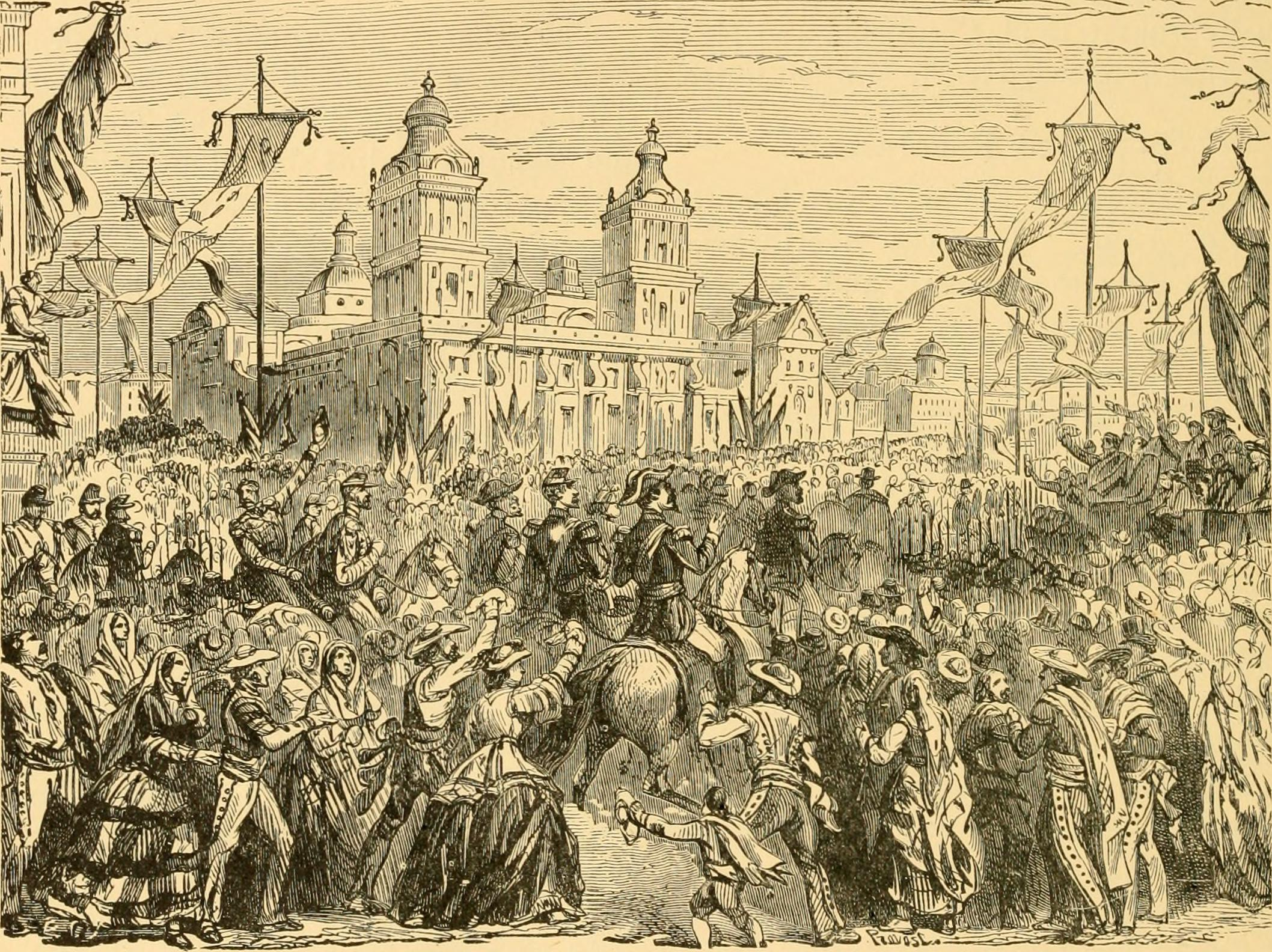
Entrée des troupes françaises à Mexico.

- 7 juin : les troupes françaises, commandées par les généraux Forey et Bazaine entrent dans Mexico et l’occupent[17].
- 1er juillet : abolition de l’esclavage au Suriname[18].
- 10 juillet :
  - une « assemblée de notables » du parti conservateur réunie à Mexico offre la couronne à Maximilien de Habsbourg, qui accepte conditionnellement le trône le 3 octobre, puis définitivement le 10 avril 1864[19].
  - une expédition scientifique et diplomatique espagnole, partie de Cadix le 10 août 1862, atteint le port de Callao au Pérou où elle est reçue officiellement. Après l’incident de Talambo, au cours duquel est tué un colon espagnol (4 août), l’escadre espagnole revient à Callao réclamer des réparations. Le refus des autorités péruvienne fournit un prétexte à la Guerre hispano-sud-américaine de 1864[20].
- 16 juillet : le général Bazaine est nommé commandant en chef du corps expéditionnaire au Mexique, en remplacement du général Forey[21].
- 22 juillet : le gouvernement Juárez décrète la vente des terres publiques au Mexique[22]. Le maximum légal de 2 500 ha par titulaires est levé, laissant se constituer d’immenses haciendas. Entre 1866 et 1883, 3 182 titres de propriétés sont distribués, portant sur 4 300 000 ha[23].
- 16 août : guerre de restauration en République dominicaine, qui est redevenu espagnole en 1861 ; les troupes espagnoles quittent l’île le 10 juillet 1865[24].
- 26 octobre : prise de San Salvador par les forces alliées du Guatemala, du Honduras et du Nicaragua et fuite du président Gerardo Barrios et de ses partisans[25]. La défaite des troupes du Salvador dirigées par Gerardo Barrios met fin à la guerre qui l’oppose au Guatemala, allié au Nicaragua du président Martinez.
- 6 décembre : victoire colombienne sur l’Équateur à la bataille de Cuaspud[26].
- 8 décembre : incendie de l'église de la Compagnie, à Santiago, Chili[27].
- 30 décembre : le traité de Pinsaqui met fin à la guerre entre la Colombie et l'Équateur[28].

#### États-Unis

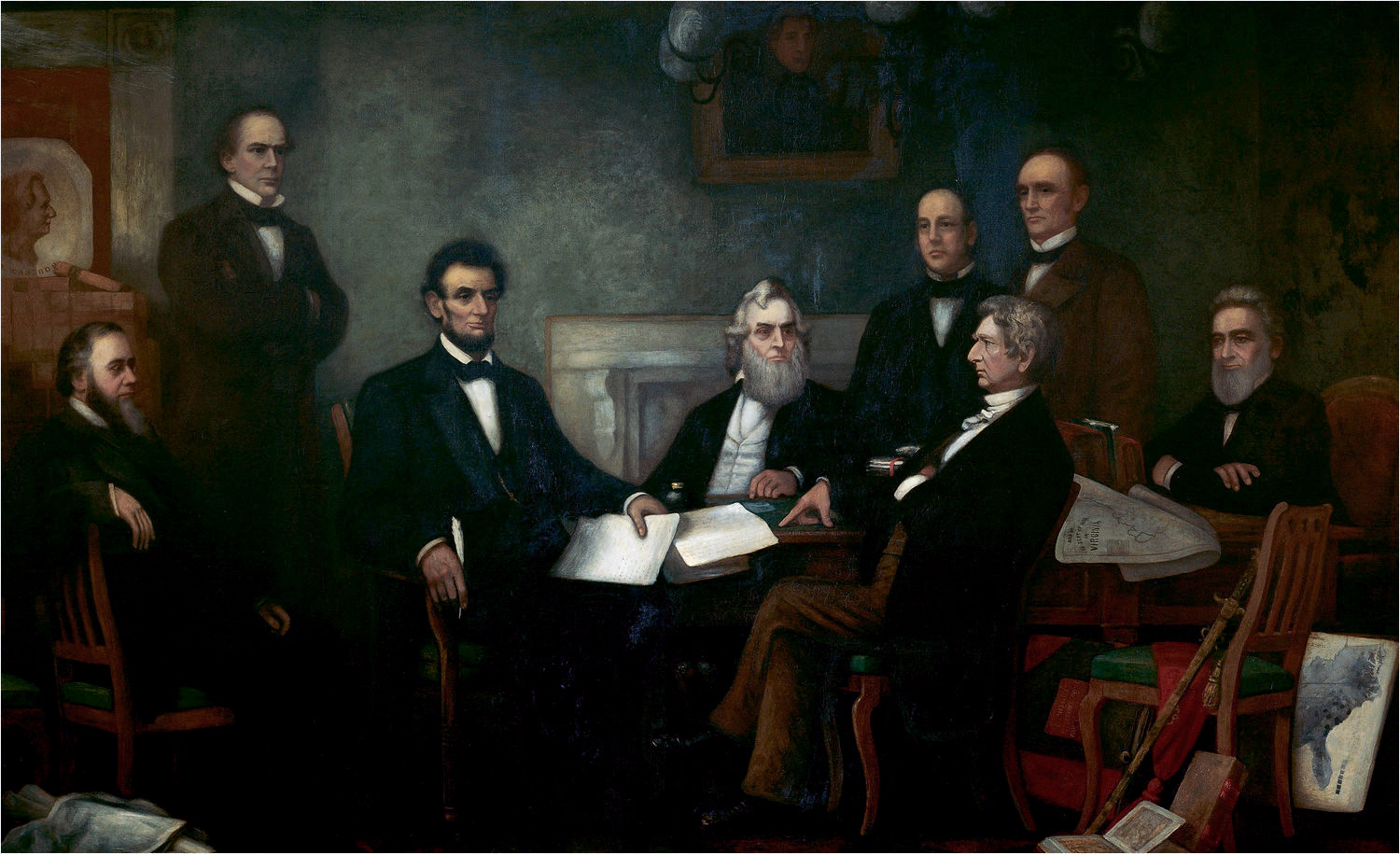
: proclamation d'émancipation.

- 1er janvier : Lincoln signe la Proclamation d'émancipation. Les esclaves des États qui continuent à se battre contre l’Union sont affranchis. L’armée de l’Union s’ouvre aux Noirs[29].
- 3 janvier : après un combat incertain à Murfreesboro (Tennessee), les armées de l’Union sous le général Rosecrans forcent Bragg à reculer sur Chattanooga[30].
- 29 janvier : massacre de Bear River[31]. Après la mort d’un colon, tué par un Indien de la tribu des Shoshones, le colonel Connor attaque de nuit un camp de Shoshones, et tue ses 400 habitants, hommes, femmes et enfants.
- 24 février : l'Arizona est organisé en territoire[32].
- 3 mars :
  - L’Idaho est organisé en territoire[32].
  - Loi sur la conscription dans le Nord[30]. Elle permet d’échapper au service en payant la somme de 300 $ ou en s’offrant un substitut.
- 2 - 6 mai : victoire de Lee à la bataille de Chancellorsville[30].
- 14 mai : après des échecs répétés devant Vicksburg, Grant traverse le Mississippi et vainc Johnston à la bataille de Jackson[33].
- 19 mai : siège de Vicksburg[30].
- 20 juin : la Virginie-Occidentale devient le trente-cinquième État de l’Union américaine[32].

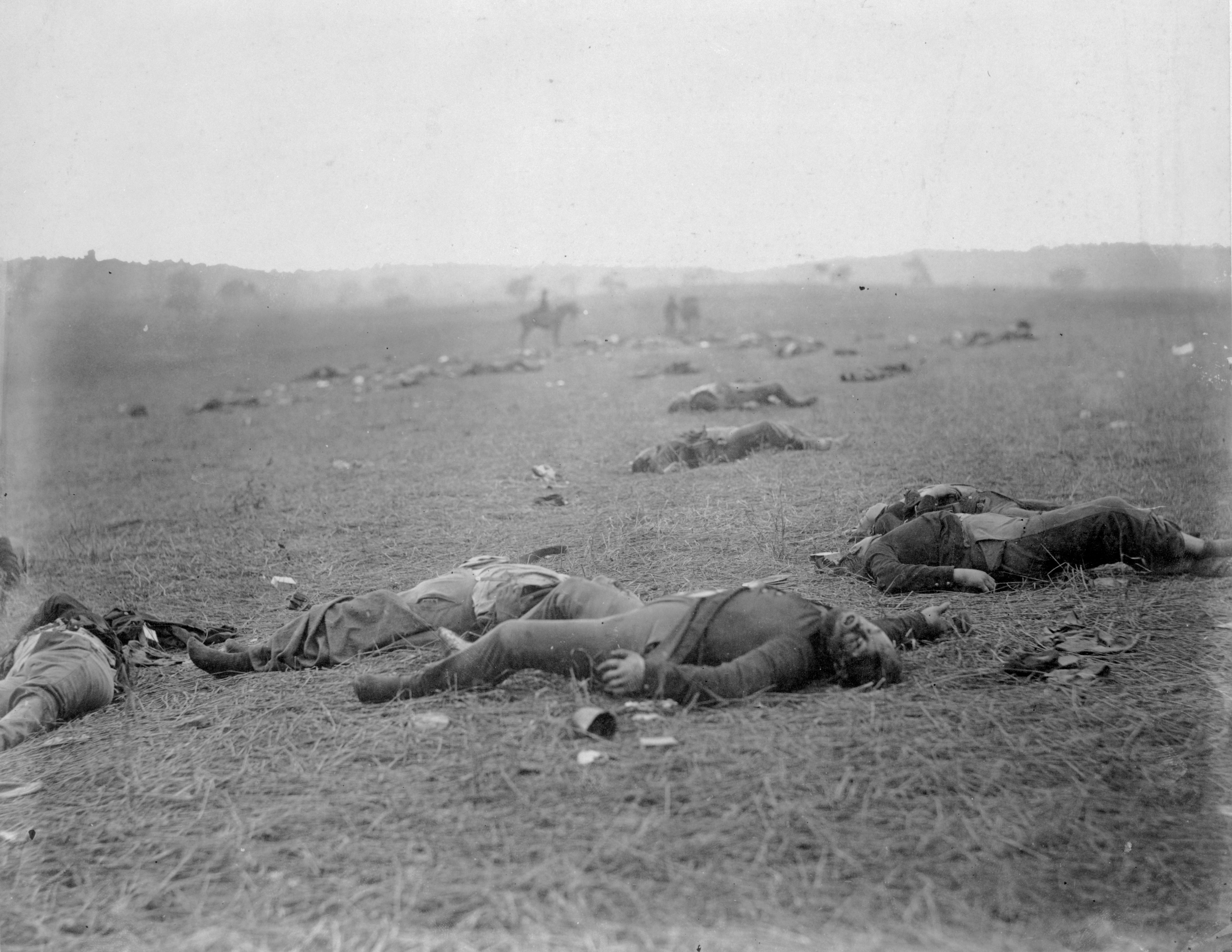
Juillet : soldats de l'Union morts à Gettysburg

- 1er - 3 juillet : bataille de Gettysburg[30]. Les confédérés de Lee envahissent la Pennsylvanie mais sont battus par Meade à Gettysburg le 3 juillet, l’un des plus décisifs et meurtriers engagements.
- 4 juillet : capitulation de Vicksburg après six semaines de siège[30].
- 9 juillet : fin du siège de Port Hudson[33]. Contrôle du Mississippi par l’armée de Grant.

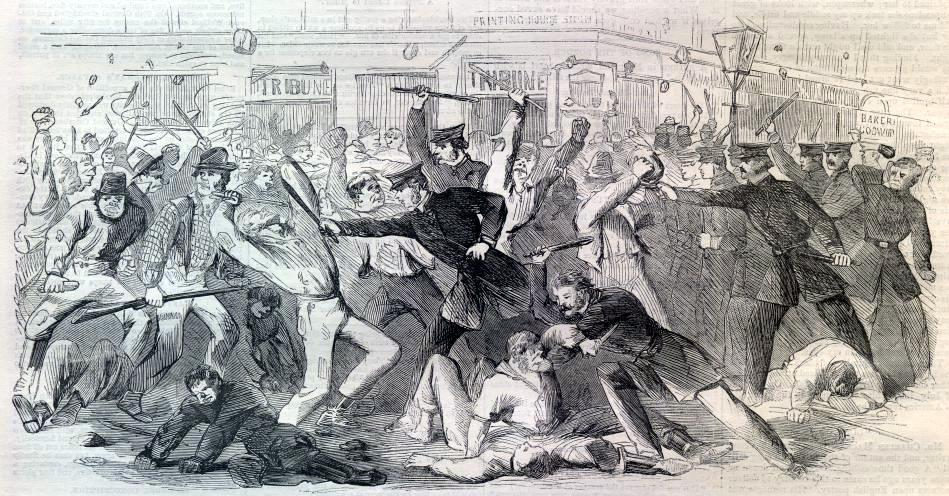
13 - 16 juillet : Draft Riots

- 13 - 16 juillet : Draft Riots contre l’enrôlement à New York[34].
- 8 septembre : Bragg évacue Chattanooga[35].
- 19 - 20 septembre : Bragg arrête l’avance de Rosecrans à Chickamauga[35].
- 23 novembre : début de la bataille de Chattanooga[33].
- 25 novembre : Grant brise le siège de Chattanooga et repousse Bragg en Géorgie[33]. Le Sud est désormais coupé en deux.
- 8 décembre : plan des 10 %. Dès que 10 % des votants à l’élection de 1860 auront prêté un serment d’allégeance à l’Union, et accepté ses décisions en matière d’esclavage, Washington en reconnaîtra les gouvernements que désigneront tous ceux qui auront juré fidélité[36].

### Asie et Pacifique
- 24 février : prise de Gò Công. L’insurrection en Cochinchine est réprimée par la France[37].
- 17 mars : la Porte approuve la « Constitution nationale arménienne » du 24 mai 1860, inspirée de la Constitution française de 1848[38]. Les Arméniens sont autorisés à élire au suffrage universel une Assemblée nationale, laquelle désigne deux Conseils, laïc et ecclésiastique, qui réunis sous la présidence du patriarche, forment le Conseil national représentatif. Ces mesures assurent aux Arméniens de Constantinople quelques garanties, mais restent sans effets en Anatolie orientale, où les Arméniens sont toujours victimes d’exactions.
- Mars, Australie : un groupe d’Aborigènes de la tribu des Kulin, s’installent d’eux-mêmes dans un lieu baptisé « Corranderrk Station » pour y pratiquer l’agriculture[39]. Ils envoient une députation à Melbourne le 24 mai. Le gouvernement entérine leur choix (30 juin) et envoie d’autres Aborigènes s’installer dans cette réserve[40].
- 14 avril : le traité de Hué confirme le traité de Saïgon[41].
- 20 avril : déclaration de Bahá’u’lláh à Bagdad (Irak) d’être la manifestation divine annoncée par le Báb[42].
- 20 mai : découverte d’or à Hogburn Creek, près de Naseby en Nouvelle-Zélande[43]. Début d’une ruée vers l’or.
- 27 mai : le roi d’Afghanistan Dost Mohammad reprend Hérat aux mains des Perses depuis 1856, et contraint le khan à la fuite[44].
- 3 juin : grave tremblement de terre aux Philippines[45] ; l'église San Agustin est le seul monument intact à Manille.
- 5 juin : ordre d'expulser les barbares, édit émis par l’empereur Kōmei appelant à rejeter l’occidentalisation du Japon. L’exécution est fixée au 25 juin[46].
  - La Cour impériale alliée aux clans seigneuriaux du Sud-Ouest apparaît comme un recours national face à la faillite politique du shogounat qui fait expulser les troupes des fiefs pro-impériaux de Kyoto. Les batteries côtières de Choshu tirent sur les navires occidentaux (juin-juillet). En représailles, les forces anglo-américaines obligent le fief à payer une indemnité. Les navires occidentaux bombardent Shimonoseki.
- 6 juin, Japon : le fief de Chôshù décide d’équiper entièrement ses troupes sur le modèle occidental et de créer une armée de conscrits (Kiheitai)[47]. Elle sera à l’origine de la future armée japonaise. Début de la guerre civile du clan de Chôshù où triomphent les partisans de l’empereur.
- 9 juin : mort à Herat de l’émir Dost Mohammad[44]. Des luttes fratricides entre ses fils laissent le pays dans un état d’agitation permanente pendant plus d’une décennie.
- 16 juillet, Japon : le navire américain Wyoming essuie des pertes face au clan Chōshū à la bataille navale de Shimonoseki[48].

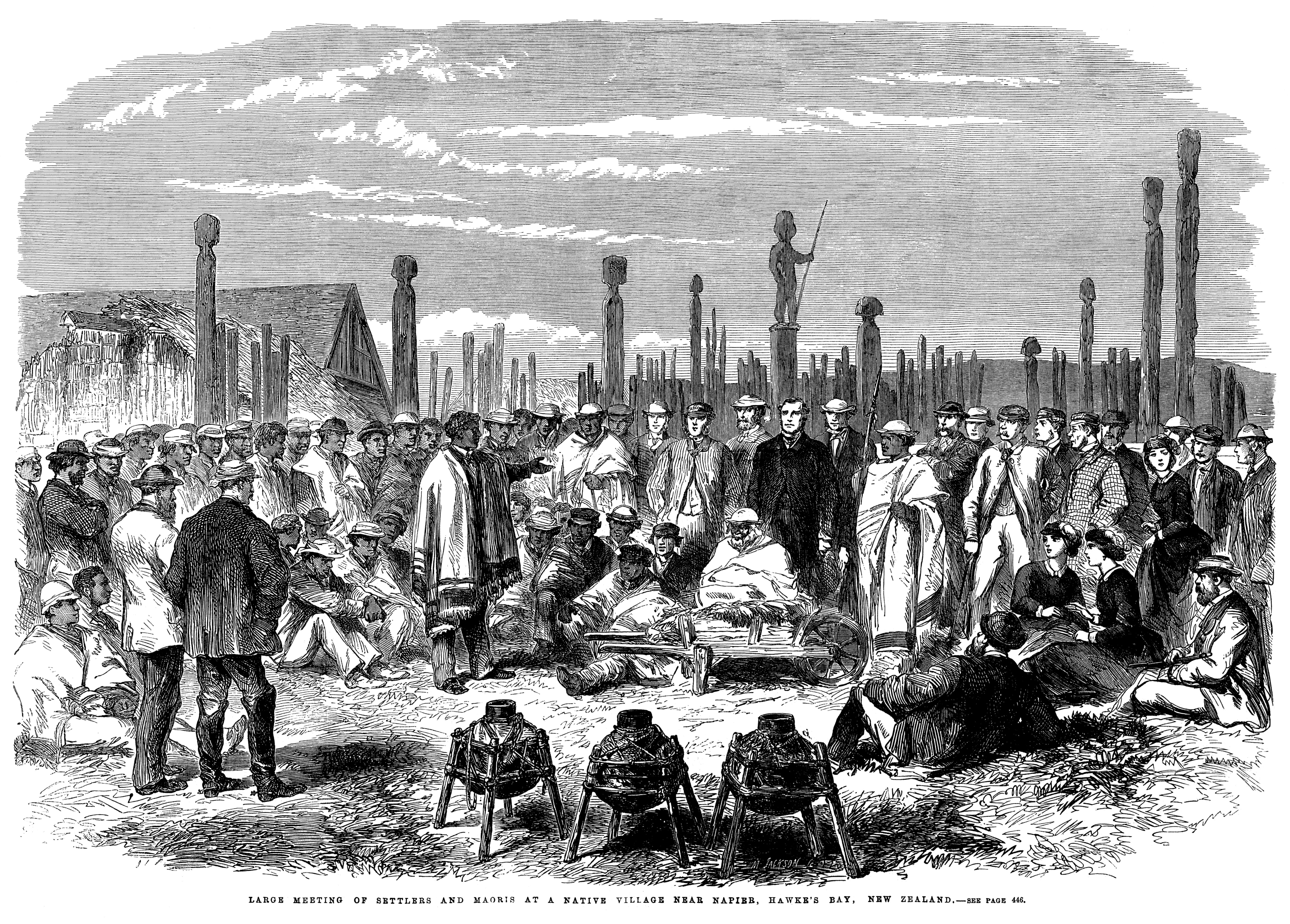
20 juillet : réunion entre colons et Maoris à Hawke's Bay en Nouvelle-Zélande

- 17 juillet, Nouvelle-Zélande : bataille de Koheroa. Invasion du Waikato sur ordre du gouverneur britannique George Grey. Batailles de Meremere (31 octobre) et de Rangiriri (20 novembre) entre Européens et Maoris[49].
- 11 août : le roi du Cambodge, Norodom Ier, chassé de son pays en 1861, signe avec le lieutenant Ernest Doudart de Lagrée le traité de protectorat du Cambodge par lequel la France établit désormais un protectorat au Cambodge ; il est ratifié le 14 avril 1864[50]. L’année suivante, le roi transfère la capitale à Phnom Penh. Afin d’obtenir la renonciation du Siam à ses droits sur le Cambodge, la France lui abandonne les provinces de Battambang et de Siem Reap (récupérées en 1907).

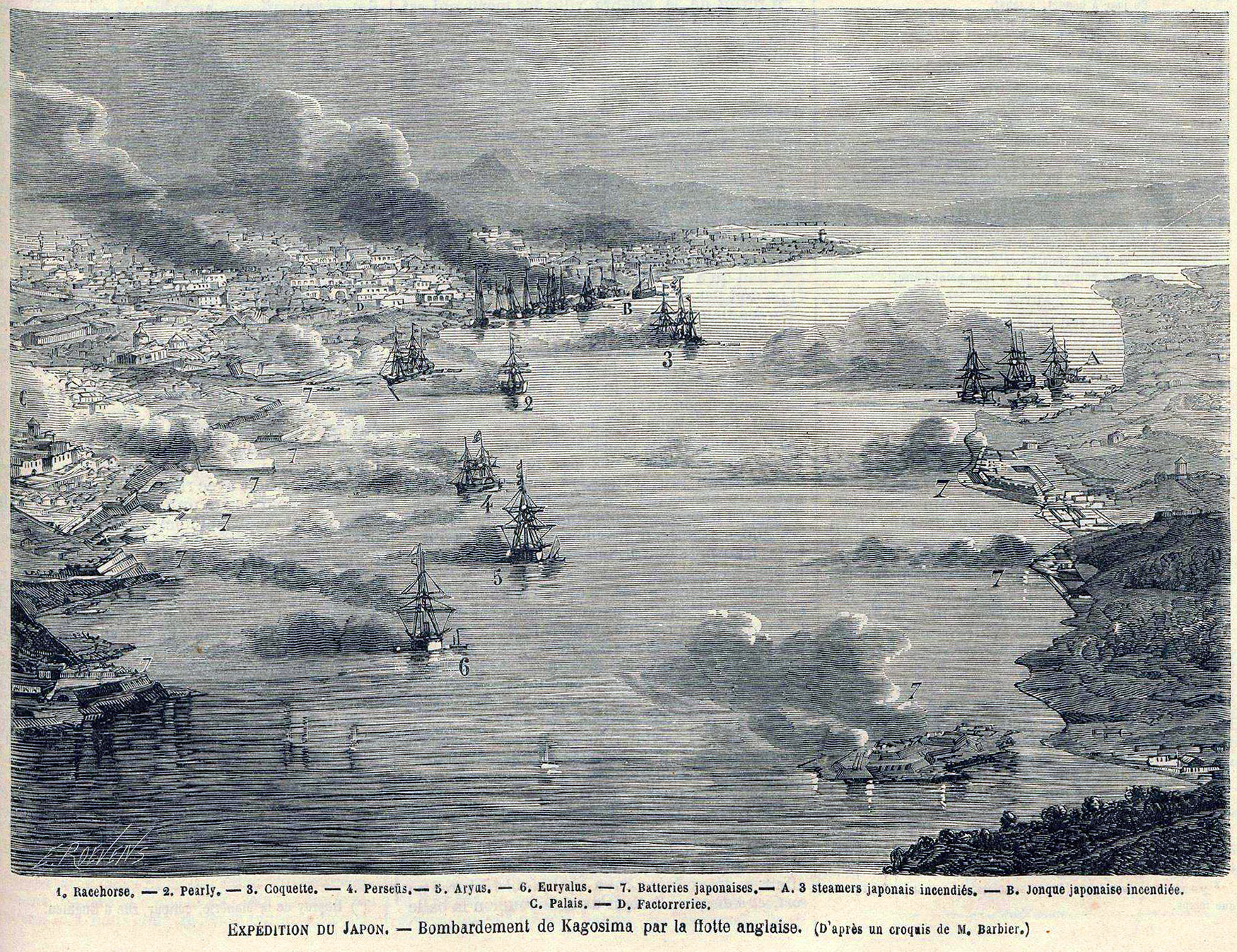
15 août : bombardement de Kagoshima

- 15 - 17 août, Japon : comme le daimyô du Satsuma refuse de payer des dommages et intérêts pour les sujets britanniques assassinés sur ses terres, les Anglais commencent à bombarder Kagoshima[51]. Leur escadre est dispersée par un typhon, mais le daimyô accepte finalement de payer l’amende et de punir les meurtriers.
- 13 septembre : arrivée à Paris des ambassadeurs d’Annam. Reçus aux Tuileries le 5 novembre, ils échouent à récupérer les provinces concédées à la France en 1862 (Cochinchine)[52].
- Septembre : organisation du Tenchūgumi, soulèvement militaire de militants du mouvement sonnō jōi de la province de Yamato, au Japon[53].
- 29 novembre : le britannique Robert Hart reçoit sa nomination comme directeur des douanes chinoises (fin en 1908)[54].

### Europe
- 22 janvier : début d’un soulèvement polonais écrasé par la Russie (fin en 1864) et abolition du royaume de Pologne (royaume du Congrès)[55].
  - Les Polonais, dépourvus d’armée, recourent à la guérilla. Un comité central révolutionnaire appelle les Rouges (résistants à l’occupation russe) à l’insurrection. Son chef, le général Ludwik Mierosławski, proclame un gouvernement national provisoire tandis que la révolte progresse : la Lituanie se réclame partie intégrante de la Pologne révolutionnaire. La révolte est écrasée avec l’aval des États européens. La Russie se rapproche de la Prusse mais rompt avec la France.

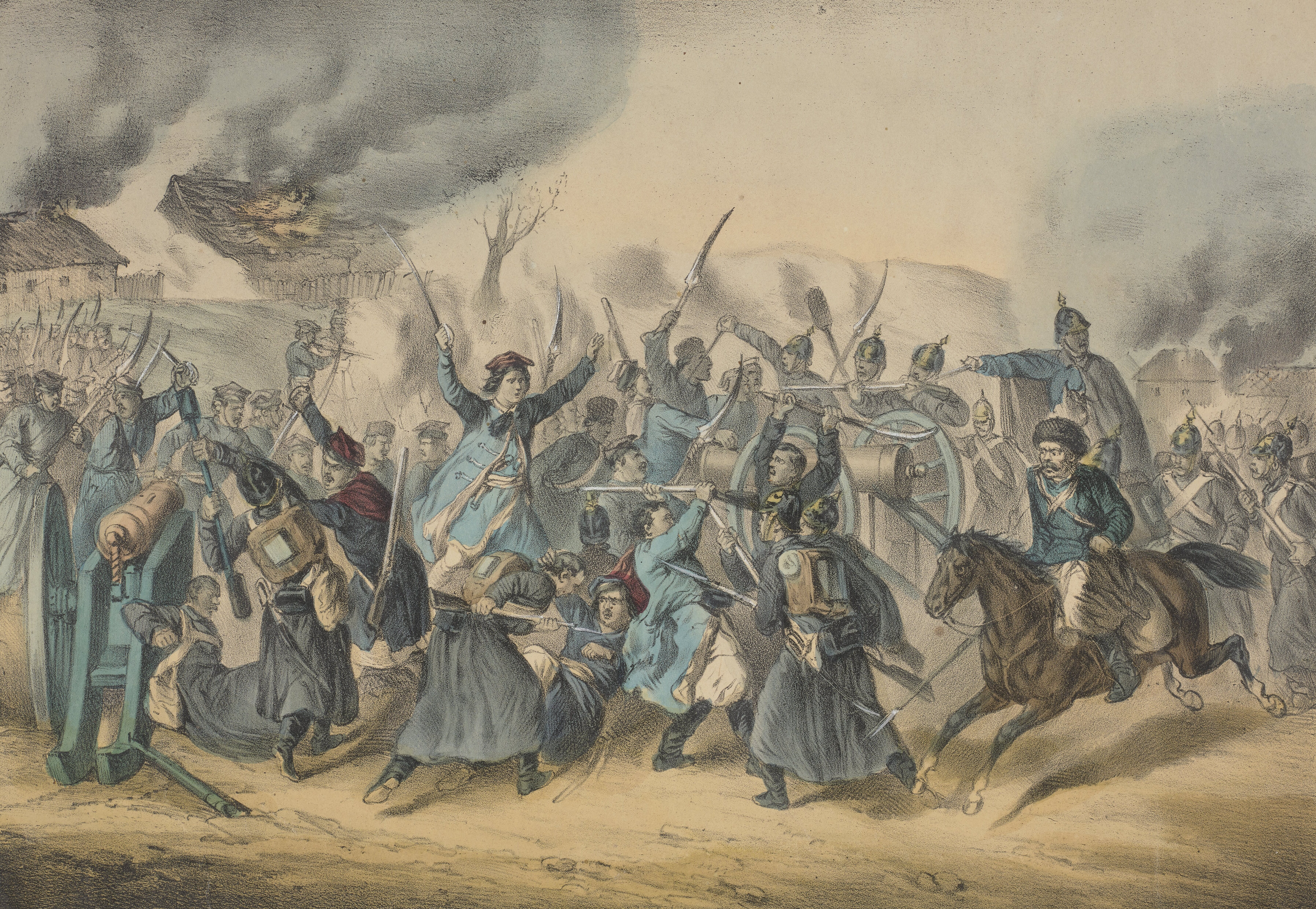
3 février : bataille de Węgrów.

- 3 février : bataille de Węgrów (pl) pendant l’insurrection de Pologne[56].
- 8 février : convention d’Alvensleben[57]. La Prusse autorise la Russie à poursuivre les émigrés polonais sur son territoire.
- 2 mars, Espagne : démission de Leopoldo O'Donnell, remplacé par le marquis de Miraflores. La crise de l’union libérale commence avec les élections générales du 8 octobre, quand les progressistes s’abstiennent massivement après une circulaire du ministre de l’intérieur, Vaamonde, relative aux élections (12 août)[58]
- 30 mars : l’Assemblée nationale de Grèce proclame le prince Guillaume de Danemark « roi constitutionnel » des Grecs sous le nom de Georges Ier, roi des Hellènes. Le roi Frédéric VII de Danemark accepte le 10 juin. Georges Ier arrive à Athènes le 31 octobre[59] (fin de règne en 1913).
- 2 mai : loi Thorbecke. Création d’un enseignement secondaire public aux Pays-Bas[60].
- 23 mai : fondation à Leipzig de l’Association générale des travailleurs allemands (Allgemeiner Deutscher Arbeiterverein)[61]. Elle prend son essor à partir des associations culturelles et poursuit l’objectif de l'instauration du suffrage universel direct et d'une législation sociale par des moyens légaux et pacifiques. Son fondateur, l’avocat Ferdinand Lassalle, défend la primauté de l’action politique sur le combat économique des salariés.
- 30 juin : statut libéral des universités en Russie[62].
- 8 juillet, Russie : statut des paysans des apanages leur accordant un lot de terre important et rendant le rachat obligatoire[63].
- 17 août - 1er septembre : François-Joseph Ier d'Autriche propose de resserrer les liens de la confédération germanique en créant un directoire exécutif composé de quatre membres (Prusse, Bavière et deux autres Etats) et présidé par l’Autriche. Il réunit à Francfort un congrès des princes où Guillaume Ier de Prusse, poussé par Bismarck, est volontairement absent. Le projet de réforme est enterré (1er septembre)[64].
- 12 octobre : gouvernement libéral de Mihail Kogalniceanu en Roumanie[65]. Il réalise en quelques mois les réformes essentielles : loi de sécularisation des terres et des monastères dédiés (décembre), création d’une Cour des comptes, loi d’organisation de l’armée (février 1864), création d’un Conseil d’État.
- 19 octobre : les Roumains de Transylvanie, qui ont la majorité relative à la Diète de Sibiu, obtiennent une loi proclamant l’égalité des droits. L’empereur François-Joseph la sanctionne le 7 novembre et le roumain devient avec l’allemand et le hongrois langue de l’administration[66].
- 14 novembre : Londres cède les îles Ioniennes à la Grèce[67]. Sous protectorat britannique depuis 1815, les îles sont devenues ingouvernables en raison d’une agitation politique endémique.

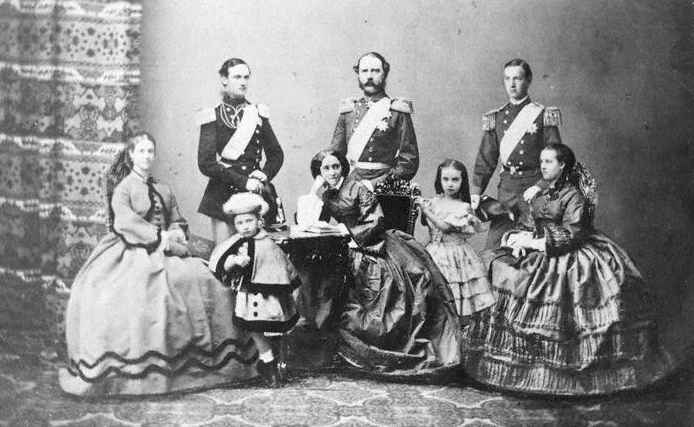
Christian IX de Danemark et sa famille en 1862.

- 15 novembre : début du règne de Christian IX de Danemark (fin en 1906)[68].
- 18 novembre : Christian IX de Danemark sanctionne les constitutions du 13 novembre[69]. Le Danemark annexe les duchés de Schleswig et de Holstein, membres de la confédération germanique, revendiqués par le prince allemand Frédéric d'Augustenburg à la mort du roi de Danemark.
- 28 novembre : fondation du journal indépendantiste irlandais The Irish People par le patriote James Stephens[70].
- 15 décembre : à la conférence de Berlin ouverte le 5 novembre, Bismarck menace de dénoncer le Zollverein pour obliger ses partenaires allemands à accepter les conditions du traité de commerce franco-prussien[71].
- 24 décembre : les troupes de la Confédération germanique interviennent pour soutenir le nouveau duc de Schleswig-Holstein. Début de la Guerre des Duchés[72].

## Naissances en 1863
- 1er janvier :
  - Rūdolfs Blaumanis, écrivain et dramaturge letton († 4 septembre 1908).
  - Pierre de Coubertin, historien et pédagogue, instigateur des Jeux olympiques modernes († 2 septembre 1937).
  - Georges-Auguste Lavergne, peintre français († 26 mai 1942).
- 2 janvier : Trybalski, peintre roumain († 4 août 1934).
- 16 janvier : Wilfrid North, acteur et réalisateur anglais († 3 juin 1935).
- 19 janvier :
  - Lucien Métivet, peintre, affichiste et illustrateur français († 1932).
  - Gaston Prunier, peintre  et graveur post-impressionniste français († 22 octobre 1927).
- 20 janvier : Félix Carme, peintre français († 17 février 1938).
- 24 janvier : Ferdinand Hellmesberger, chef d'orchestre, violoncelliste et compositeur autrichien († 15 mars 1940).
- 26 janvier : Georges Griveau, peintre et graveur français († 9 décembre 1943).
- 27 janvier : Maurice Ray, peintre et illustrateur français († 12 décembre 1938).
- 4 février : Alfred Lacroix, minéralogiste et géologue français († 12 mars 1948).
- 5 février :
  - Georg Mühlberg, peintre, dessinateur et illustrateur allemand († 1er janvier 1925).
  - Armand Parent, violoniste et compositeur belge († 19 janvier 1934).
- 7 février : Mieczysław Sołtys, compositeur polonais († 11 novembre 1929).
- 9 février : Auguste Stéphane, coureur cycliste français († 12 février 1947).
- 15 février : Pietro Scoppetta, peintre italien († 9 novembre 1920).
- 19 février :
  - Emánuel Moór, pianiste, compositeur et concepteur de pianos hongrois († 20 octobre 1931).
  - Gaston Prunier, peintre et graveur post-impressionniste français († 22 octobre 1927).
- 20 février : Lucien Pissarro, peintre français († 10 juillet 1944).
- 23 février : Franz von Stuck, peintre, sculpteur, graveur et architecte allemand († 30 août 1928).
- 27 février : Joaquín Sorolla y Bastida, peintre espagnol († 10 août 1923).
- 1er mars : Alexandre Golovine, peintre et décorateur de théâtre russe puis soviétique († 17 avril 1930).
- 6 mars :
  - Gustave Dennery, peintre français († 10 octobre 1953).
  - Joaquín Víctor González, homme politique, historien, enseignant, franc-maçon, philosophe, juriste et écrivain argentin († 21 décembre 1923).
- 12 mars : Vladimir Vernadsky, géologue russe († 6 janvier 1945).
- 17 mars : Palma d'Annunzio Daillion, peintre, sculptrice et graveuse en médailles française d'origine italienne († 1943).
- 30 mars : Adrien Lemaître, peintre français († 12 janvier 1944).
- 8 avril : Adolphe Rey, peintre français († 27 août 1944).
- 10 avril : Paul Héroult, scientifique français († 9 mai 1914).
- 12 avril : Valentin Neuville, compositeur et organiste français († juin 1941).
- 14 avril : Paul Antin, peintre français († 8 avril 1930).
- 16 avril :
  - Émile Friant, peintre, graveur et sculpteur naturaliste français († 9 juin 1932).
  - Paul Vidal, compositeur français († 9 avril 1931).
- 19 avril : Felix Blumenfeld, compositeur, chef d'orchestre, enseignant et pianiste russe puis soviétique († 21 janvier 1931).
- 20 avril : Félix Courché, peintre français du courant symboliste († 1944).
- 25 avril : Eugène Vavasseur, affichiste, caricaturiste, graphiste et lithographe français († 6 février 1949).
- 28 avril : Henri-Victor Lesur, peintre français († 24 mars 1937).
- 29 avril : Constantin Cavafy, poète grec d'Alexandrie († 29 avril 1933).
- 1er mai : Lucie Manvel, comédienne de théâtre française († 3 novembre 1943).
- 5 mai : Jules Ernest Renoux, peintre français († 9 juin 1932).
- 6 mai : Arsène-Marie Le Feuvre, peintre et homme politique français († 12 décembre 1936).
- 12 mai :
  - Charles Bordes, professeur et compositeur français († 8 novembre 1909).
  - Joseph Garibaldi, peintre français († 6 mai 1941).
- 14 mai : John Charles Fields, mathématicien canadien († 9 août 1932).
- 23 mai : Louis Rémy Sabattier, peintre et illustrateur français († 15 mars 1935).
- 25 mai : Camille Erlanger, compositeur français († 24 avril 1919).
- 30 mai : Léon Desbuissons, peintre, graveur et aquafortiste français († 4 décembre 1944).
- 2 juin :
  - Émile Quentin-Brin, peintre français († 31 juillet 1950).
  - Felix Weingartner, chef d'orchestre autrichien, compositeur néoromantique, pianiste et écrivain († 7 mai 1942).
- 12 juin : Lev Skrbenský z Hříště, cardinal tchécoslovaque († 24 décembre 1938).
- 16 juin : Arturo Michelena, peintre vénézuélien († 29 juillet 1898).
- 19 juin : William A. Brady, acteur, directeur et metteur en scène de théâtre, producteur de cinéma et manager de boxeurs américain († 6 janvier 1950).
- 21 juin : Sarah Cecilia Harrison, peintre irlandaise († 23 juillet 1941).
- 22 juin :
  - Arthur Bourchier, acteur et directeur de théâtre britannique († 14 septembre 1927).
  - Achille Varin, peintre français († 1942).
- 24 juin : Henry Gerbault, peintre, illustrateur, affichiste et dramaturge français († 19 octobre 1930).
- 25 juin : Émile Francqui, officier, explorateur, diplomate et homme d'État belge († 1er novembre 1935).
- 27 juin : E. H. Calvert, acteur et réalisateur américain († 5 octobre 1941).
- 29 juin : Eugène Prévost, coureur cycliste français († 26 novembre 1961).
- 1er juillet : William Grant Stairs, explorateur canadien du continent d’Afrique († 9 juin 1892).
- 3 juillet : Vittorio Luigi Alfieri, homme politique italien († 8 novembre 1918).
- 12 juillet : Charles Cottet, peintre et graveur français († 25 septembre 1925).
- 20 juillet : Ferdinand Hellmesberger, peintre autrichien († 6 janvier 1933).
- 21 juillet : Charles Aubrey Smith, acteur et joueur de cricket international britannique † 20 décembre 1948).
- 30 juillet : Henry Ford, constructeur automobile américain († 7 avril 1947).
- 31 juillet : Ernest Biéler, peintre suisse († 25 juin 1948).
- 1er août : Gaston Doumergue, futur président de la République française († 18 juin 1937).
- 3 août : Louis Sparre, peintre suédois († 26 octobre 1964).
- 4 août : Ernest Lerwile, contrebassiste et compositeur français († 6 avril 1944).
- 12 août : Marie Auguste Lauzet, peintre et graveur français († 29 septembre 1898).
- 16 août :
  - Dora Bright, pianiste et compositrice britannique († 16 novembre 1951).
  - Gabriel Pierné, organiste, pianiste, compositeur et chef d'orchestre français († 17 juillet 1937).
- 18 août : Gudmund Stenersen, peintre et illustrateur norvégien († 17 août 1934).
- 19 août : Paul Jobert, peintre de marine français († 24 mars 1942).
- 21 août : Jules Destrée, homme politique belge († 2 janvier 1936).
- 22 août : Constantin Kousnetzoff, peintre russe puis soviétique († 30 décembre 1936).
- 28 août : Sidney Drew, acteur, réalisateur, scénariste et producteur américain († 9 avril 1919).
- 1er septembre : Herman Baltia, officier supérieur belge († 16 septembre 1938).
- 2 septembre : Isidor Philipp, pianiste, pédagogue et compositeur français d'origine hongroise († 20 février 1958).
- 3 septembre : Jean Alfred Marioton, peintre français († 6 avril 1903).
- 8 septembre : Eugène Marie Louis Chiquet, peintre, graveur au burin et aquafortiste français († 1942).
- 12 septembre : William Dayas, pianiste et compositeur américain († 3 mai 1903).
- 15 septembre : Horatio Parker, compositeur, organiste et professeur américain († 18 décembre 1919).
- 21 septembre : John Bunny, acteur du cinéma muet américain († 26 avril 1915).
- 22 septembre : Alexandre Yersin, bactériologiste suisse († 28 février 1943).
- 28 septembre :
  - Charles Ier, roi du Portugal († 1er février 1908).
  - Louis Legrand, peintre, dessinateur et graveur français († 12 juin 1951).
- 7 octobre : Paul Madeline, peintre post-impressionniste français († 12 février 1920).
- 8 octobre : Victor Schivert, peintre roumain († 20 juin 1929).
- 11 octobre :
  - Xavier Leroux : compositeur français († 2 février 1919).
  - Lucien Lesna, coureur cycliste français († 11 juillet 1932).
- 13 octobre : Martin Aagaard, peintre norvégien († 1913).
- 14 octobre : Jean-Baptiste Schinler, homme politique belge († 21 août 1937).
- 4 novembre : Harry Beresford, acteur anglais († 4 octobre 1944).
- 8 novembre : Lauro Severiano Müller, diplomate et homme politique brésilien († 30 juillet 1926).
- 11 novembre : Paul Signac, peintre français († 15 août 1935).
- 12 novembre : Victor Koos, peintre français († 15 juin 1925).
- 22 novembre : Sem, illustrateur, affichiste, caricaturiste, chroniqueur mondain et écrivain français († 24 novembre 1934).
- 23 novembre : János Hadik, homme d'État hongrois († 10 décembre 1933).
- 24 novembre : Jean Danguy, peintre français († 1926).
- 27 novembre : Josef Block, peintre allemand († 20 décembre 1943).
- 28 novembre : 
  - Charles Filiger, peintre français († 11 janvier 1928).
  - Arthur Gordon Webster, physicien américain qui a fondé l'American Physical Society († 15 mai 1923).
- 29 novembre :
  - Anatole Deibler, bourreau français († 2 février 1939).
  - Jules-Alexis Muenier, peintre et photographe français († 17 décembre 1942).
- 30 novembre : Henri Jourdain, peintre, sculpteur, dessinateur, graveur et illustrateur français († 5 août 1931).
- 1er décembre : Black Elk (Heȟáka Sápa), en français Wapiti noir ou Élan noir, docteur et homme sacré de la tribu des indiens Lakotas (Sioux). († 19 août 1950).
- 2 décembre : Manuel Joaquim Machado, homme politique brésilien († 14 août 1913).
- 5 décembre : « Torerito » (Rafael Bejarano Carrasco), matador espagnol († 22 novembre 1900).
- 7 décembre : Adolf Hering, peintre et illustrateur allemand († 14 juin 1932).
- 11 décembre : Annie Jump Cannon, astronome américaine († 13 avril 1941).
- 12 décembre : Edvard Munch, peintre et graveur norvégien († 23 janvier 1944).
- 13 décembre : Lluïsa Casagemas i Coll, compositrice catalane († 1942).
- 15 décembre : Charles-Théodore Bichet, peintre et aquarelliste français († 1929).
- 18 décembre : François-Ferdinand d'Autriche à Graz (Styrie) († 28 juin 1914).
- 20 décembre : Antonio Casertano, homme politique italien († 13 décembre 1939).
- 21 décembre :
  - Alfred Cottin, guitariste, mandoliniste et compositeur français († 18 janvier 1923).
  - Hector Plancquaert, homme politique belge († 3 juin 1953).
- 22 décembre : Paul Jamot, peintre, critique d’art et conservateur de musée français († 13 décembre 1939).
- 23 décembre : Albert Trachsel, architecte, peintre et poète suisse († 26 janvier 1929).
- 24 décembre : Enrique Fernández Arbós, violoniste, chef d'orchestre et compositeur espagnol († 2 juin 1939).
- 26 décembre : Charles Pathé, industriel et producteur de cinéma français († 25 décembre 1957).
- Date précise inconnue :
- Jeanne Amen, peintre française († 9 avril 1923).
- Abigail de Andrade, peintre brésilienne († 20 janvier 1891).
- Louis Delfosse, peintre français († 1925).
- Gustav Lange, homme politique estonien († ?).
- Essad Pacha, militaire, homme politique et dictateur albanais († 13 juin 1920).
- Riccardo Pellegrini, peintre italien († 31 mars 1934).
- Vassili Perepliotchikov, peintre de paysages et graphiste russe († 1918).
- Gavril Zanetov, avocat, historien, publiciste et critique littéraire bulgare († 24 février 1934).
- Vers 1863 :
- Walter Craven, acteur américain († 25 novembre 1918).

## Décès en 1863
- 3 janvier : Auguste de Tallenay, diplomate français (° 15 octobre 1795).
- 5 janvier : Johann Wilhelm Zinkeisen, historien allemand (° 12 avril 1803).
- 17 janvier : Horace Vernet, peintre français, membre de l'Institut (° 30 juin 1789).
- 18 janvier : Mohamed Saïd Pacha, gouverneur (al-wālī) d'Égypte et du Soudan (° 17 mars 1822).
- 7 février : Fortunato Duranti, peintre et collectionneur d'art italien (° 25 septembre 1787).
- 17 février : Antonio de Brugada, peintre espagnol (° 5 décembre 1804).
- 18 février : Michel Eusèbe Mathias Betting de Lancastel, homme politique français  (° 5 mars 1797).
- 21 février : Pierre-Nolasque Bergeret, peintre et lithographe français (° 30 janvier 1782).
- 24 février : Maria Piotrowiczowa, patriote polonaise (° 30 août 1834).
- 27 février : Henry Hoʻolulu Pitman, militaire américain (° 18 mars 1845).
- 18 mars : Alfred Dufresne, compositeur et auteur dramatique français (° 1822).
- 21 mars : Matías Cousiño, chef d'entreprise et homme politique chilien (° 23 février 1810).
- 19 avril : Louis Coblitz, peintre allemand (° 8 juin 1814).
- 3 mai : Émile Loubon, peintre français (° 12 janvier 1809).
- 14 mai : Émile Prudent, compositeur et professeur de musique français (° 3 février 1817).
- 24 mai : Elisa de Lamartine, peintre et sculptrice française (° 13 mars 1790).
- 17 juin : Franz Xaver Gruber, maître d'école primaire et organiste autrichien (° 25 novembre 1787).
- 30 juin : Tom Paddock, champion britannique de pugilat du début de l'époque victorienne (° 1822).
- 17 juillet :
  - Moïse Jacobber, peintre français d'origine allemande (° 6 mars 1786).
  - Jules Regnault, savant économiste français (° 1er février 1834).
- 26 juillet : Emma Livry, danseuse française, brûlée vive lors des répétitions d'un ballet (° 24 septembre 1841).
- 28 juillet : Bernardo Celentano peintre italien (° 23 février 1835).
- 5 août : Adolf Friedrich Hesse, organiste et compositeur allemand (° 30 août 1809).
- 13 août : Eugène Delacroix, peintre français, d’un cancer de la gorge (° 26 avril 1798).
- 14 août :  Jean-Marie-Félicité Frantin, historien et écrivain français (° 10 juillet 1778).
- 30 août : Elise Wysard-Füchslin, peintre et graveuse suisse (° 1790).
- 11 septembre : Johann Wilhelm Schirmer, peintre allemand, premier directeur de l'académie des beaux-arts de Karlsruhe (° 7 septembre 1807).
- 17 septembre : Alfred de Vigny, poète français (° 27 mars 1797).
- 20 septembre : Jacob Grimm, conteur et linguiste allemand (° 4 janvier 1785).
- 25 septembre : Jean Murat, peintre français (° 16 septembre 1807).
- 13 octobre : Philippe Antoine d'Ornano, maréchal de France et comte d’Empire, à Paris (° 17 janvier 1784).
- 21 novembre : Joseph Mayseder, violoniste et compositeur autrichien (° 16 octobre 1789).
- 29 décembre : Michel Hennin, antiquaire, numismate et collectionneur français (° 28 juin 1777).
- Date inconnue :
  - Filippo Marsigli, peintre d'histoire italien (° 15 septembre 1790).
  - Carlo Ruspi, peintre italien (° 1798).
  - Raffaele Spanò, peintre italien (° 1817).
  - Galila Tamarhan, médecin égyptienne (° ?).